# Marcenac (Cantal)
Marcenat és un municipi francès situat al departament de Cantal i a la regió d'Alvèrnia-Roine-Alps. L'any 2007 tenia 542 habitants.

## Demografia

### Població
El 2007 la població de fet de Marcenat era de 542 persones. Hi havia 225 famílies de les quals 90 eren unipersonals (37 homes vivint sols i 53 dones vivint soles), 70 parelles sense fills, 53 parelles amb fills i 12 famílies monoparentals amb fills.
La població ha evolucionat segons el següent gràfic:
Habitants censats

### Habitatges
El 2007 hi havia 495 habitatges, 239 eren l'habitatge principal de la família, 197 eren segones residències i 59 estaven desocupats. 424 eren cases i 70 eren apartaments. Dels 239 habitatges principals, 168 estaven ocupats pels seus propietaris, 59 estaven llogats i ocupats pels llogaters i 12 estaven cedits a títol gratuït; 20 tenien dues cambres, 40 en tenien tres, 73 en tenien quatre i 106 en tenien cinc o més. 180 habitatges disposaven pel capbaix d'una plaça de pàrquing. A 121 habitatges hi havia un automòbil i a 82 n'hi havia dos o més.

### Piràmide de població
La piràmide de població per edats i sexe el 2009 era:
| Homes | Edats   | Dones |
| ----- | ------- | ----- |
| 0     | 95 o +  | 12    |
| 8     | 90 a 94 | 4     |
| 20    | 85 a 89 | 8     |
| 12    | 80 a 84 | 8     |
| 8     | 75 a 79 | 32    |
| 16    | 70 a 74 | 4     |
| 40    | 65 a 69 | 16    |
| 12    | 60 a 64 | 24    |
| 12    | 55 a 59 | 24    |
| 24    | 50 a 54 | 20    |
| 12    | 45 a 49 | 12    |
| 40    | 40 a 44 | 20    |
| 16    | 35 a 39 | 20    |
| 32    | 30 a 34 | 16    |
| 16    | 25 a 29 | 16    |
| 4     | 20 a 24 | 4     |
| 12    | 15 a 19 | 12    |
| 28    | 10 a 14 | 20    |
| 8     | 5 a 9   | 4     |
| 12    | 0 a 4   | 8     |

## Economia
El 2007 la població en edat de treballar era de 320 persones, 240 eren actives i 80 eren inactives. De les 240 persones actives 227 estaven ocupades (132 homes i 95 dones) i 13 estaven aturades (7 homes i 6 dones). De les 80 persones inactives 40 estaven jubilades, 10 estaven estudiant i 30 estaven classificades com a «altres inactius».

### Ingressos
El 2009 a Marcenat hi havia 243 unitats fiscals que integraven 485,5 persones, la mediana anual d'ingressos fiscals per persona era de 13.856 €.

### Activitats econòmiques
Dels 33 establiments que hi havia el 2007, 2 eren d'empreses alimentàries, 3 d'empreses de construcció, 12 d'empreses de comerç i reparació d'automòbils, 2 d'empreses de transport, 4 d'empreses d'hostatgeria i restauració, 1 d'una empresa financera, 4 d'empreses immobiliàries, 1 d'una empresa de serveis, 3 d'entitats de l'administració pública i 1 d'una empresa classificada com a «altres activitats de serveis».
Dels 5 establiments de servei als particulars que hi havia el 2009, 1 era una oficina de correu, 1 una oficina bancària, 1 taller de reparació d'automòbils i de material agrícola, 1 paleta i 1 lampisteria.
Dels 4 establiments comercials que hi havia el 2009, 1 era una botiga de més de 120 m², 1 una botiga de menys de 120 m² i 2 fleques.
L'any 2000 a Marcenat hi havia 55 explotacions agrícoles que ocupaven un total de 3.552 hectàrees.

## Equipaments sanitaris i escolars
L'únic equipament sanitari que hi havia el 2009 era una farmàcia.
El 2009 hi havia una escola elemental.

## Poblacions més properes
El següent diagrama mostra les poblacions més properes.